# تونل اباصالح المهدی
تونل اباصالح المهدی به عنوان یکی از طولانی‌ترین تونل‌های خاورمیانه در شهرستان اقلید استان فارس است که در ششم تیر سال ۱۳۹۲ به بهره‌برداری رسید.
طول این تونل ۲ هزار و ۶۱۰ متر، عرض راه‌های طرفین تونل ۱۱ متر، عرض تونل هشت متر، دهانه‌های شمالی و جنوبی جاده ارتباطی طرفین تونل به ترتیب ۹۷۷ متر و ۶۲۰ متر است.
ساخت این تونل ده کیلومتر از گردنه تیمارگان را حذف و سبب کاهش طول مسیر محور اقلید ـ یاسوج شده است. ساخت این تونل با پیگیری‌های سید محمدباقر موحد ابطحی صورت گرفته است.